# Trona leporina
Espèce
Trona leporina est une espèce fossile de gastéropodes marins, connue aussi sous le nom de Cypraea leporina. Elle appartient au genre Trona selon L. Dolin, en 1991.
Trona leporina est connue en France et en Floride ; elle a vécu au cours du Burdigalien (étage du Miocène inférieur), il y a environ entre 20,5 et 16 Ma (millions d'années). 